# Ümit Bozkurt
Ümit Bozkurt (Nizip, 20 aprile 1976) è un allenatore di calcio ed ex calciatore turco, di ruolo difensore o centrocampista.